# Ramerupt
Ramerupt è un comune francese di 396 abitanti situato nel dipartimento dell'Aube nella regione del Grand Est.

## Società

### Evoluzione demografica
Abitanti censiti